# 謝拉山

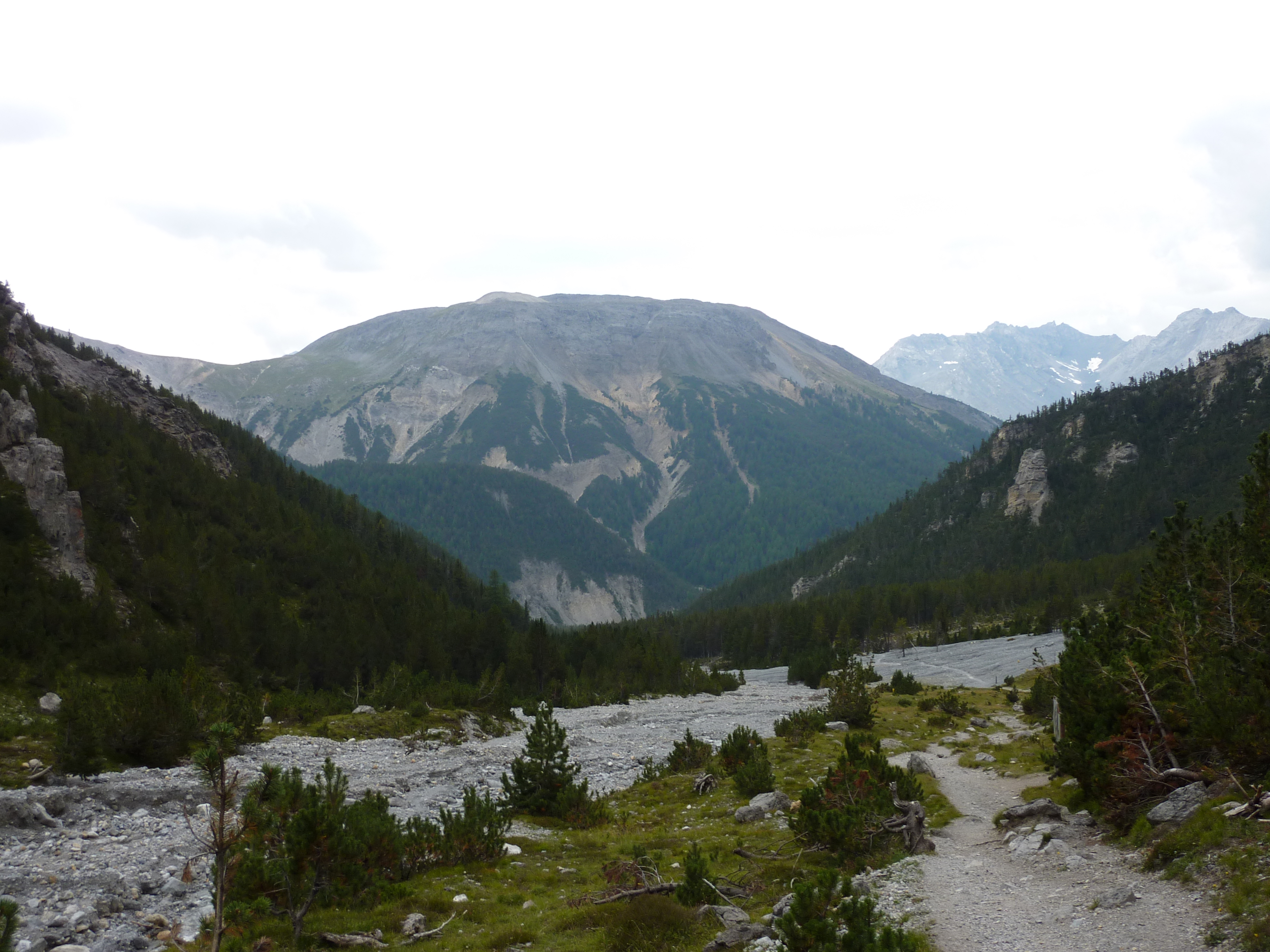

46°38′48″N 10°12′43″E / 46.64667°N 10.21194°E
謝拉山（發音：[ˌmʊntlɐˈʃɛːrɐ] ⓘ）是瑞士格勞賓登州的山峰，位於該國東南部，屬於奥特莱斯山的一部分，海拔高度2,587米，每年平均降雨量1,367毫米，